# 兵沟汉墓群
兵沟汉墓群，位于宁夏回族自治区银川市兴庆区月牙湖乡黄里岗村南1.5千米处（发现当时属于原陶乐县境），是中华人民共和国宁夏回族自治区文物保护单位之一。1987年7月14日在修筑陶横公路（陶乐至灵武横城公路）时发现。
兵沟汉墓群面积约有6000平方米，地面有40余座大小墓冢，呈馒头形，部分墓葬被盗。为目前宁夏自治区发现的分布最广范围最大、最集中的汉代墓葬群。2005年9月15日，被授予宁夏回族自治区文物保护单位。